# 김도성
김도성(1980년 9월 24일 ~ )은 대한민국의 배우이다.

## 주요 이력
서울특별시에서 출생하였으며 현재 거주지도 서울특별시인 그는 2002년 연극배우 첫 데뷔하였다.

## 학력
- 오하이오주립대학교 국제경영학과 중퇴
- 서울예술대학교 방송연예학과 전문학사

## 출연작

### 드라마
- 2008년 KBS2 수목드라마 《바람의 나라》
- 2009년 KBS1 대하드라마 《천추태후》
- 2010년 KBS2 아침드라마 《엄마도 예쁘다》
- 2012년 KBS1 전원드라마 《산 너머 남촌에는 2》 … 최준욱 역
- 2016년 KBS2 주말드라마 《월계수 양복점 신사들》 … 건달 역

### 영화
- 2002년 《해안선》 … 해안 마을 경찰 역
- 2010년 《계몽영화》 … 태한 과외선생 역